# Palacio de Fontagud
El Palacio de Fontagud es una casa palacio situada en el número 3 de la calle del Barquillo de Madrid (España). El edificio fue proyectado en 1858 por el arquitecto Narciso Pascual Colomer y construido entre 1858 y 1861. Consta con una superficie de 5671 m² construidos, con nivel 1 de protección integral.
Fue construida sobre parte de los terrenos que había ocupado el antiguo convento de San Hermenegildo de las Carmelitas Descalzas, del que sólo se conserva la iglesia de San José, en el momento que la plaza del Rey se encontraba en plena remodelación. Le rodean edificios como el Edificio de las Cariátides, sede del Instituto Cervantes (antiguo Banco Central o del Río de la Plata), la casa de las Siete Chimeneas, hoy sede del Ministerio de Cultura, el Palacio de Buenavista y muy cercano a la calle de Alcalá, la Gran Vía y la plaza de Cibeles.

## Descripción

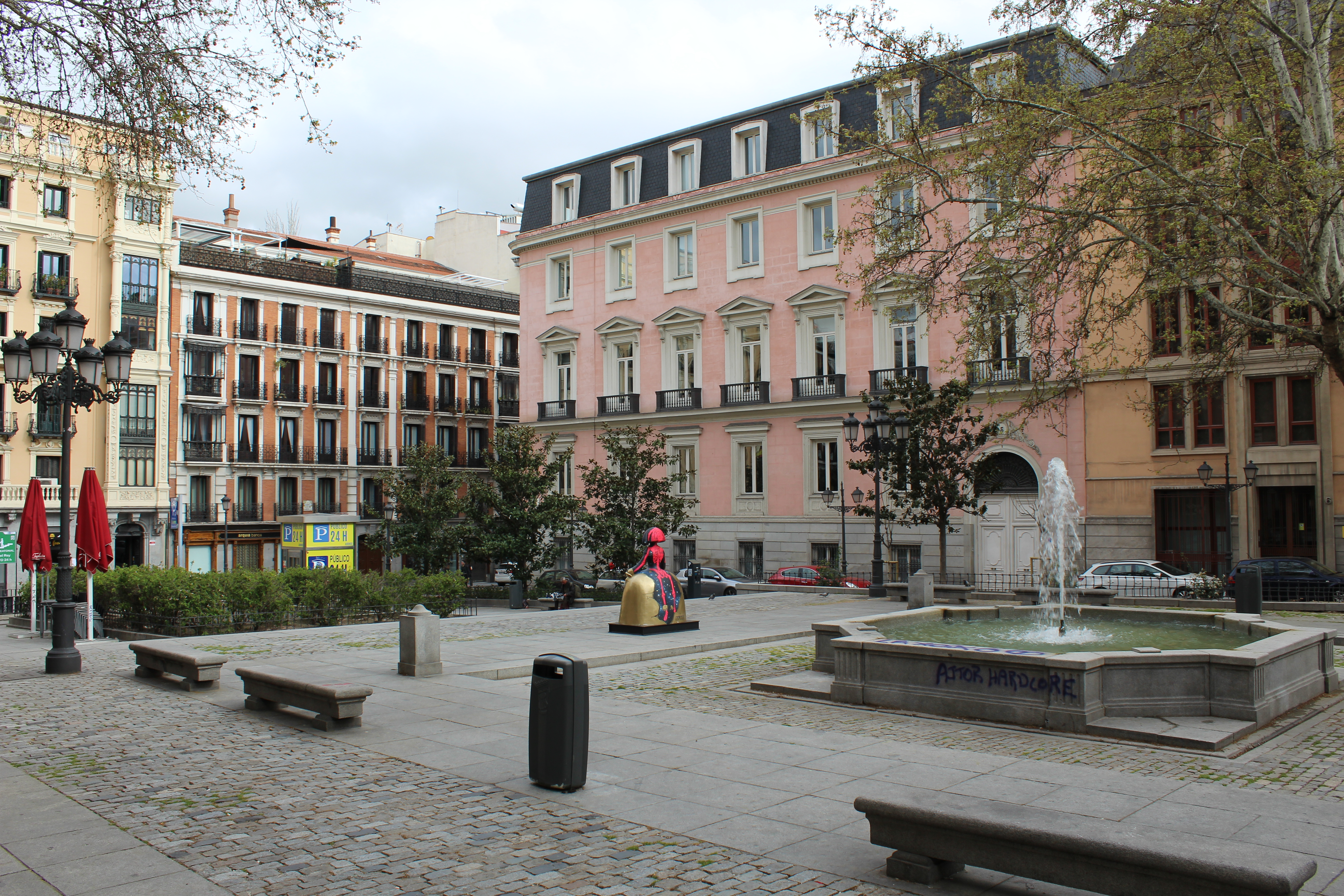
Vista de la plaza del Rey con el palacio de Fontagud, de color rosa y rematado por una buhardilla amansardada.

Fue construida para el banquero, empresario teatral y senador del Reino José María Fontagud y Gargollo y su mujer, Matilde de Aguilera y Gamboa (nieta del marqués de Cerralbo) por Narciso Pascual y Colomer, entre 1858 y 1861. El proyecto comprendía una vivienda familiar, oficinas bancarias y un hermoso jardín. Pascual y Colomer diseñó un edificio con planta casi cuadrada en tres partes, la del centro destinada a escaleras y zonas de paso, destinando el resto del solar para jardín y las cocheras. El edificio presentaba dos fachadas a la calle y otra al jardín. La entrada principal estaba situada en la plaza del Rey, dejando una entrada secundaria en la calle Barquillo, a través de ese jardín, también diseñado por Pascual y Colomer.
La planta baja estaba destinada a las oficinas de Fontagud y el entresuelo y planta principal a su vivienda. Las habitaciones en esquina presentaban decoración geométrica en los techos, formando estrellas de ocho puntas, en recuerdo de las cúpulas de origen islámico, hoy desaparecidas. Todas las zonas perimetrales del edificio contaban con grandes salones. Como era habitual en este tipo de residencias, la planta alta (sotabanco) y el semisótano fueron destinadas al servicio.
En 1897 el inmueble es adquirido por la Compañía Arrendataria de Tabacos (luego Tabacalera y Altadis), donde permanecería hasta 2003. La Compañía encargó a Luis Blanco-Soler la primera remodelación y ampliación del edificio, realizada entre 1923-1925. El edificio cambió significativamente: el jardín se eliminó, se amplió la planta de sótanos, se reformó la planta baja por completo, se añadió una segunda planta y un ático con vivienda con mansardas que le dio un aire más afrancesado. El jardín dio paso a un patio central cubierto con una gran vidriera ovalada de la casa Maumejean, cuyos motivos decorativos son casi idénticos a la magnífica vidriera del Museo Geominero de la calle de Ríos Rosas, también obra del mismo taller.
Entre 1940-1950, fue ampliado por el arquitecto de la Compañía Mariano García Morales. En 1981, el Departamento de Arquitectura de Tabacalera abordó una rehabilitación y modernización de sus instalaciones, al comunicar el palacio con el edificio del Banco Urquijo, en la calle Alcalá, 47 esquina a Barquillo, 1 que había sido adquirido por Tabacalera Española.
En el 2000 fue adquirido por Patrimonio del Estado para ser la sede del Tribunal de Defensa de la Competencia. El inmueble adyacente, el Antiguo Banco Urquijo, fue adquirido ese mismo año por la Comisión Nacional de Energía por 3409 millones de pesetas (20,4 millones de euros). Se le ofreció a la CNMV en 1999 pero las negociaciones finalizaron sin acuerdo. En 2002, una vez realizado el traslado de la Comisión Nacional de la Energía y del Tribunal de Defensa de la Competencia, se acometió una nueva reforma con proyecto de Enrique Ojeda Redondo y Eduardo Navarro Pallares.
En octubre de 2013, ambos organismos quedaron absorbidos por la recién creada Comisión Nacional de los Mercados y la Competencia (CNMC) en la que se aunaron las comisiones nacionales de Energía, Mercado de las Telecomunicaciones, Competencia, Regulación Ferroviaria, Sector Postal y Medios Audiovisuales.